# 武田公実
武田 公実（たけだ ひろみ）は、自動車ライター/イタリア語翻訳家。

## 来歴
1967年名古屋市生まれ。高校卒業後、法政大学法学部政治学科卒業。
その後ロールス・ロイス/ベントレー、フェラーリなどの日本総代理店だった「コーンズ＆カンパニー・リミテッド」（現コーンズ・モーターズ）で営業・広報を務めたのち単身でイタリアに渡る。
帰国後は旧ブガッティ社日本事務所に就職。その後東京都内のクラシックカー専門店などで勤務ののち、自動車ライター兼イタリア語翻訳者に転身。
「東京コンクール・デレガンス」、「浅間ヒルクライム」などのクラシックカーイベントに立ち上げの段階から参画したほか、自動車博物館「ワクイミュージアム（埼玉・加須）」ではキュレーションを担当している。クラシックカーイベントの審査員として、ヨーロッパの旧車、主にロールス・ロイスやベントレーなどの超高級車に造詣が深く、海外からも声がかかる。

### 著書
- 『Nostalgic Hero 輸入車版』芸文社 (2018/8/6) 雑誌 – 武田公実　ISBN-10  4863965737
- 『アバルト―カルロ・アバルトの生涯と作品』ネコ・パブリッシング (2004/3/1) 翻訳 – 武田公実　ISBN-10 4777050343